# Formule sommatoire d'Abel
Ne doit pas être confondu avec la méthode de sommation d'Abel pour les séries divergentes ainsi qu'avec la sommation par parties.
Pour d'autres théorèmes de Niels Henrik Abel, voir Théorème d'Abel.
En mathématiques, la formule sommatoire d'Abel, nommée d'après son auteur Niels Henrik Abel, est une formule utilisée intensivement en théorie analytique des nombres. Elle sert à calculer des séries numériques.

## Énoncé
Soient {\displaystyle (a_{n})_{n\in \mathbb {N} ^{*}}} une suite de nombres réels ou complexes et {\displaystyle \varphi } une fonction réelle ou complexe de classe C1.
On pose
Alors, pour tout réel x,

## Démonstration
Il s'agit d'une intégration par parties dans une intégrale de Stieltjes, mais ce cas particulier peut se démontrer directement.
La fonction A est nulle sur ]–∞, 1[ donc si x < 1, l'équation se résume à 0 = 0.
Supposons désormais x ≥ 1 et notons N ≥ 1 sa partie entière (donc A(x) = A(N)). La formule de sommation par parties donne :

## Exemples

### Série des entiers
En utilisant astucieusement la formule, on peut calculer des sommes et retrouver des résultats usuels. Par exemple, pour {\displaystyle a_{n}=1} et {\displaystyle \varphi (u)=u}, en prenant x = N entier, on trouve (pour tout réel x ≥ 1, ou même x > 0) :
{\displaystyle {\begin{aligned}\sum _{1\leq n\leq N}n=\lfloor N\rfloor N-\int _{1}^{N}\lfloor u\rfloor \mathrm {d} u&=N^{2}-\int _{1}^{N}\lfloor u\rfloor \mathrm {d} u=N^{2}-(N^{2}-1)\times {\frac {1}{2}}={\frac {N(N+1)}{2}}\\&=N^{2}-\int _{1}^{N}(u-\{u\})\mathrm {d} u=N^{2}-\int _{1}^{N}u\,\mathrm {d} u+\int _{1}^{N}\{u\}\,\mathrm {d} u\\&=N^{2}-{\frac {N^{2}-1}{2}}+(N-1)\times {\frac {1}{2}}\\&={\frac {N(N+1)}{2}}.\end{aligned}}}
On reconnait ici la formule des nombres triangulaires.

### Constante d'Euler-Mascheroni
Pour {\displaystyle a_{n}=1} et {\displaystyle \varphi (u)=1/u}, en notant {\displaystyle \lfloor x\rfloor } la partie entière de x, on trouve (pour tout réel x ≥ 1, ou même x > 0) :
dont on déduit une expression intégrale de la constante d'Euler-Mascheroni :

### Séries de Dirichlet
Pour toute série de Dirichlet classique
la formule sommatoire d'Abel, appliquée à {\displaystyle \varphi (u)=u^{-s}}, montre que pour tout nombre complexe s de partie réelle strictement supérieure à 0 et à l'abscisse de convergence de la série :
Ci-dessous, deux exemples. On en trouvera un autre dans l'article « Fonction de von Mangoldt ».

#### Fonction zêta de Riemann
Pour {\displaystyle a_{n}=1} on obtient :
Cette formule est valable pour Re(s) > 1. On en déduit notamment le théorème de Dirichlet selon lequel la fonction zêta de Riemann ζ(s) admet un pôle simple de résidu 1 en s = 1.

#### Inverse de la fonction zêta de Riemann
Pour {\displaystyle a_{n}=\mu (n)} (la fonction de Möbius) :
Cette formule est valable pour Re(s) > 1. Le symbole M désigne la fonction de Mertens, définie par
{\displaystyle M(u)=\sum _{1\leq n\leq u}{\mu (n)}}.

## Note
1. ↑  C'est un cas particulier d'une propriété des séries de Dirichlet générales qui se démontre de la même façon.